# Big Time Rush (gruppo musicale)
I Big Time Rush sono una band statunitense che firmò un contratto discografico nel 2009, divenuta famosa grazie alla serie televisiva Big Time Rush. La band è composta da 4 membri: Kendall Schmidt, James Maslow, Carlos Pena Jr. e Logan Henderson. 
È stata nominata come Miglior Gruppo ai "Kids Choice Awards" dal 2011 al 2013, vincendo nel 2012. Nel 2012 la band vince anche il premio Miglior Artista ai Kids' Choice Awards Argentina. Nel 2013 fu nominata ai TCA come miglior gruppo musicale. 
Il 31 marzo del 2011 i Big Time Rush sono confermati per MTV come nuovi artisti PUSH del mese. Il gruppo ha venduto oltre 10 milioni di dischi in tutto il mondo.
Nel 2023, la città di Duluth (Minnesota) ha ufficialmente istituito, in onore della band, il 4 Aprile come “Big Time Rush Day”.

## Storia del gruppo

### 2009-2010: Primi anni eBTR
Il gruppo si forma nell'agosto 2009. Il singolo di debutto esce il 29 novembre dello stesso anno su iTunes, dove riscuote subito un grande successo.
Il 27 aprile 2010 esce il singolo Halfway There, che entra nella classifica Billboard Hot 100, posizionandosi al numero 93. Il loro primo album ha raggiunto la posizione numero 3 e la numero 1 nella Billboard Hot 200.
Nel 2010 il gruppo è stato nominato ai Kids' Choice Awards australiani, nella categoria "Gruppo musicale internazionale preferito". Nel 2012 vincono il dirigibile ai Kids' Choice Awards 2012.
Il 21 settembre 2010, i Big Time Rush hanno pubblicato un singolo promozionale, "Til 'I Forget About You", per promuovere l'uscita del loro album di debutto. L'album, intitolato BTR, è stato pubblicato l'11 ottobre 2010. Ha debuttato al numero 3 della Billboard 200, vendendo 67 000 copie nella prima settimana di uscita. L'album ha raggiunto la posizione numero 4 nella "Top Internet Albums" e il numero uno sul "Top Soundtracks". Il brano "Big Night" ha debuttato nella Billboard Hot 100 al numero 79. L'album fu poi certificato d'oro per le spedizioni di 500 000 copie negli Stati Uniti e successivamente disco di platino. L'EP Holiday Bundle è stato pubblicato il 30 novembre 2010. Hanno cantato una cover di All I Want for Christmas Is You, originariamente eseguita da Mariah Carey, con la collega di Nickelodeon, Miranda Cosgrove.
Il 15 febbraio 2011, Boyfriend è stato pubblicato come primo singolo ufficiale della band da integrare alle radio degli Stati Uniti. Boyfriend ha raggiunto la posizione numero 72 della Billboard Hot 100, diventando la loro canzone di maggior successo fino ad oggi essendo anche l’unica certificata disco di platino. Ha raggiunto il numero 30 della classifica Billboard Pop Songs nel marzo 2011. Un remix di Boyfriend con i New Boyz e uno con Snoop Dogg sono stati pubblicati su internet. I Big Time Rush sono stati candidati per gli MTV's Breakthrough Band award Honor nel 2011.

### 2011-2013:Elevatee24/Seven
Il 22 luglio 2011, la band pubblica un singolo promozionale, If I Ruled the World con Iyaz. Il loro secondo album, Elevate, è stato pubblicato il 21 novembre dello stesso anno. Il primo singolo, Music Sounds Better with U, scritta dalla band e da Ryan Tedder dei OneRepublic, è stato pubblicato il 1º novembre. Elevate ha debuttato al numero 12 della Billboard 200, vendendo oltre 70 000 copie nella prima settimana. Secondo Forbes.com, i Big Time Rush hanno accumulato un patrimonio netto di circa 8 milioni di dollari nel 2011 che li rende alcuni tra i giovani che hanno guadagnato di più in quell'anno. Poco prima della pubblicazione di Elevate, la band ha annunciato un tour nazionale.

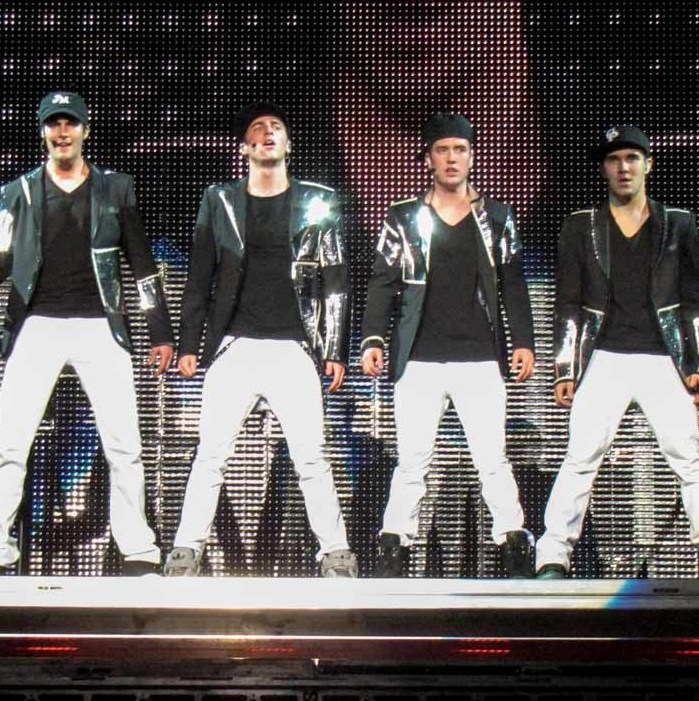
I Big Time Rush in concerto nel 2012

Il Better with U Tour è cominciato il febbraio 2012, con sedici date. Diverse date sono state sold out in pochi minuti dall'annuncio. JoJo è stato in tour con i Big Time Rush le primi cinque date. La boyband britannica-irlandese One Direction è stata in tour con i Big Time Rush per dieci delle sedici date.
Successivamente, precisamente il 22 giugno 2012, la band ha rilasciato un nuovo singolo dal nome "Windows Down" che sembrava annunciare l'arrivo di un nuovo album mentre invece è stato inserito nel precedente Elevate. Il singolo è diventato in pochissimo tempo una hit in America risultando così uno dei loro singoli più venduti.
Nel 2013 i Big Time Rush hanno pubblicato il loro terzo album, 24/Seven. L'album vede come singolo ufficiale il brano omonimo, il cui video è stato pubblicato il 19 giugno e come singoli promozionali "We Are", "Confetti Falling" e "Like Nobody's Around".

### 2014: il tour mondiale e la pausa
Nell'inverno 2014 i BTR hanno svolto un tour mondiale, a cui è seguita una pausa. In questo periodo, Kendall è tornato nel suo gruppo originario, gli "Heffron Drive", con cui ha fatto un tour venendo anche in Italia e con il quale ha inciso ben 2 album "Happy Mistakes", "Happy Mistakes Unplugged" e diversi singoli. James ha inciso un album da solista e vari singoli lanciando recentemente il marchio "LTX" in collaborazione con il suo amico Eugene, in arte "DJ Trifor". Carlos si è lanciato nel mondo della recitazione prendendo parte a importanti opere quali "Grease Live"; oltre a questo, ha pubblicato due singoli da solista e possiede un canale YouTube, "LexLovesLos", che conta più di 800.000 iscritti. Infine, Logan ha iniziato una carriera da solista pubblicando il suo primo album "echoes of departure and the endless street of dreams - pt. 1" e nuovi singoli a seguito.

### 2021-presente: Il ritorno, singoli, Another Life, Tour europeo e Tour Mondiale
Il 19 luglio 2021, dopo sette anni, è stata resa ufficiale la reunion della band, oltre che le date delle loro nuove esibizioni dal vivo, previste per il 15 e 18 dicembre rispettivamente a Chicago e New York, anticipate dall'uscita del singolo Call It Like I Seet It il 13 dello stesso mese. Il 21 febbraio 2022 i Big Time Rush annunciano in diretta TV su Good Morning America la tournée mondiale Forever Tour, che comprende 44 concerti svoltisi nell'estate 2022 in Nord America e Messico cui ha fatto seguito, nei mesi successivi, la pubblicazione degli estratti Not Giving You Up, Fall, Honey e Dale Pa' Ya.
Nel 2023 è la volta del singolo apripista Can't Get Enough e viene annunciato il loro nuovo tour, il "Can't Get Enough Tour", un tour estivo che comprende 38 concerti nel Nord e Sud America.
Il 4 aprile 2023 i Big Time Rush annunciano l'uscita del nuovo singolo "Waves" prevista per il 3 maggio e l'uscita del loro nuovo album discografico.
il 30 aprile 2023 viene rivelato il nome del nuovo album, "Another Life", che include gli ultimi due singoli usciti più otto canzoni inedite. L’album ha visto la luce il 2 giugno 2023. Il 10 Novembre 2023 viene rilasciata una versione deluxe di "Another Life" con 5 nuove tracce.
Nel gennaio 2024 viene annunciato il primo tour europeo della band , il "UK & Europe Tour" con nove date nel continente europeo e in Inghilterra. Vista l'alta richiesta e il sold-out di molte date del tour, nel febbraio 2024 vengono aggiunte cinque ulteriori date.
Il 30 Maggio 2024 annunciano un nuovo singolo "Only One" che uscirà sulle piattaforme digitali il 6 giugno 2024 , un giorno prima dell'inizio del loro tour europeo.
il 14 dicembre 2024 si svolge un concerto speciale a Bridgeport, il "BTR on ICE" con coreografie interamente progettate su ghiaccio dai membri della band e da pattinatori professionisti.
Il 20 febbraio 2025 i Big Time Rush annunciano il loro primo tour mondiale, il "In Real Life Worldwide" tour con date in America e Europa da luglio a dicembre e con ospiti speciali Stephen Kramer Glickman e Katelyn Tarver. L'unica data italiana si svolgerà il 26 novembre 2025 al Unipol Forum di Assago, Milano.

## Formazione
- Kendall Schmidt – voce
- James Maslow – voce
- Carlos Pena Jr. – voce
- Logan Henderson – voce

## Discografia

### Album in studio
- 2010 – B.T.R.
- 2011 – Elevate
- 2013 – 24/Seven
- 2023 – Another Life

### Raccolta
- 2016 – Big Time Rush - The Greatest Hits

### EP
- 2010 – Holiday Bundle
- 2012 – Big Time Movie Soundtrack
- 2023 – Another Life (Lo-Fi Version)
- 2023 – Another Life (Piano Version)

### Singoli
- 2010 – Til I Forget About You
- 2011 – Boyfriend (con Snoop Dogg o con i New Boyz)
- 2011 – Worldwide
- 2011 – Music Sounds Better with U (con Mann)
- 2012 – Windows Down
- 2013 – Like Nobody's Around
- 2021 – Call It Like I See It
- 2022 – Not Giving You Up
- 2022 – Fall
- 2022 – Honey
- 2022 – Dale Pa’Ya (feat. Maffio)
- 2022 – Paralyzed
- 2023 – Can’t Get Enough
- 2023 – Waves
- 2023 – Suave (feat. Maffio & Calacote)
- 2024 – Only One